# Salvelinus czerskii
Salvelinus czerskii es una especie de pez de la familia Salmonidae en el orden de los Salmoniformes.

## Hábitat
Vive en zonas de aguas  templadas.

## Distribución geográfica
Se encuentra en Rusia.